# 卢塞利亚
卢塞利亚是巴西圣保罗州的一个市镇。总面积314.455平方公里，总人口19212人，人口密度61.1人/平方公里。